# Mærsk-Equinox-Klasse
Die Mærsk-Equinox-Klasse ist die erste im Segment der ULCS-Containerschiffe, die mit Methanol angetrieben werden kann.

## Geschichte
Die im Bau befindliche Baureihe wird seit 2022 gebaut und wurde ab Ende Januar 2024 vom südkoreanischen Schiffbaukonzern Hyundai Heavy Industries abgeliefert. Auftraggeber der Baureihe ist die in Kopenhagen ansässige Reederei Mærsk Line, bei der die Schiffe für den Einsatz im Asien-Europa-Dienst vorgesehen sind.
Schiffbaulich weichen die Schiffe in einigen Konstruktionsparametern von der Auslegung der bisherigen Entwürfe im ULCV-Segment ab. Das Deckshaus ist erstmals ganz vorne auf der Back angeordnet, was einen optimalen Sichtstrahl und somit eine höhere vordere Decksbeladung ermöglicht, während Schornstein und Maschinenanlage weit hinten liegen. Hinter dem Deckshaus sind 22 durchgehende 40-Fuß-Bays angeordnet. Die Schiffsbreite ermöglicht das Aufstellen von 21 Reihen von Containern nebeneinander.
Die verwendeten Hauptmotoren zählen zu den ersten methanolfähigen Dieselmotoren auf dem Markt.

## Die Schiffe (Auswahl)
| Mærsk-Equinox-Klasse | Mærsk-Equinox-Klasse | Mærsk-Equinox-Klasse | Mærsk-Equinox-Klasse                             | Mærsk-Equinox-Klasse       |
| Bauname              | Bau- nummer          | IMO- Nummer          | Kiellegung Stapellauf Ablieferung                | Umbenennungen und Verbleib |
| -------------------- | -------------------- | -------------------- | ------------------------------------------------ | -------------------------- |
| Ane Mærsk            | 3322                 | 9948748              | 22. Mai 2023 6. Oktober 2023 25. Januar 2024     | in Fahrt                   |
| Astrid Mærsk         | 3323                 | 9948750              | 19. Juli 2023 9. Dezember 2023 21. März 2024     | in Fahrt                   |
| Antonia Mærsk        | 3324                 | 9948762              | 10. Oktober 2023 25. Januar 2024 27. Mai 2024    | in Fahrt                   |
| Alette Mærsk         | 3325                 | 9948774              | 20. November 2023 2. April 2024 15. Juli 2024    | in Fahrt                   |
| Alexandra Mærsk      | 3326                 | 9948786              | 11. Dezember 2023 25. April 2024 14. August 2024 | in Fahrt                   |
| Angelica Mærsk       | 3327                 | 9948798              | 29. Januar 2024 25. Juni 2024 11. Oktober 2024   | in Fahrt                   |
| A.P.Møller           | 3328                 | 9948803              | 1. April 2024 19. Juli 2024 4. November 2024     | in Fahrt                   |
| Adrian Mærsk         | 3329                 | 9948815              | 29. April 2024 31. August 2024 7. Januar 2025    | in Fahrt                   |
| Albert Maersk        | 3336                 | 9961805              | 27. Mai 2024 4. Oktober 2024 21. Januar 2025     | in Fahrt                   |
| Alva Maersk          | 3337                 | 9961817              | 27. Juni 2024 31. Oktober 2024 21. Februar 2025  | in Fahrt                   |
| Arthur Maersk        | 3338                 | 9961829              | 26. Juli 2024 1. Dezember 2024 11. April 2025    | in Fahrt                   |
| Axel Maersk          | 3339                 | 9961831              | 7. Oktober 2024 7. Februar 2025 27. Mai 2025     | in Fahrt                   |
| Daten: Equasis / ABS |                      |                      |                                                  |                            |